# Difai
Difai (aserbaidschanisch für Schutz) war eine im Jahr 1905 von der aserbaidschanischen Intelligenzija in Gəncə gegründete geheime politische Organisation, die zum Ziel hatte, die Bevölkerung Aserbaidschans gegen die gewaltsamen Übergriffe der armenischen Nationalisten zu schützen.

## Geschichte
Der Etablierung der Difai-Organisation zu Beginn des 20. Jahrhunderts gingen einige wichtige Entwicklungen im Russischen Zarenreich voraus. Diese begannen mit der Radikalisierung der armenischen Nationalisten, die mit dem Zaren in Moskau in Konflikt gerieten. Im Jahr 1898 beschloss die Regierung, die Schulen der Armenisch-Apostolischen Kirche dem Bildungsministerium zu unterstellen. 1903 unterzeichnete Zar Nikolaus II einen Dekret, wodurch das Eigentum der armenischen Kirche unter kaiserliche Kontrolle gestellt wurde. Dies löste unter den Armeniern starke antirussische Ressentiments aus und animierte die Mitglieder der nationalistischen Daschnaksütjun-Partei (Armenische Revolutionäre Föderation) zu diversen Gewaltaktionen. So wurde beispielsweise im Oktober 1903 der bekannte zaristische General der Infanterie Grigorij Galitsin bei einem Attentat des Armeniers Misak Engojan verletzt. Bei einem weiteren Angriff der Daschnaken 1904 wurden mehrere Polizisten in Elisawetpol (im heutigen Gəncə, Aserbaidschan) ermordet.
Diese Entwicklungen sowie die Schwächung der staatlichen Autorität infolge der Niederlage des Zarenreichs im Russisch-Japanischen Krieg (1904–1905) entfachten einen Flächenbrand im Südkaukasus. Von 1905 bis 1907 kam es zu blutigen Massakern zwischen Armeniern und Aserbaidschanern in Baku, Sangesur, Naxçıvan, Elisawetpol, Eriwan etc. Die Unfähigkeit der zaristischen Regierung, die Bevölkerung Aserbaidschans gegen die Überfälle der armenischen Nationalisten zu verteidigen und somit die Ordnung wiederherzustellen, veranlassten die führenden Vertreter der aserbaidschanischen Intelligenzija, die Verantwortung selbst in die Hand zu nehmen. Auf dem Höhepunkt armenisch-aserbaidschanischer Auseinandersetzungen etablierte sich in Gəncə 1905 die geheime Widerstandsorganisation „Difai“. Zu den Gründern zählten die späteren Staatsmänner der Demokratischen Republik Aserbaidschan Behbud Chan Dschawanschir, Nəsib bəy Yusifbəyli, Chudadat bəy Rəfibəyli, Həsən bəy Ağayev, Xəlil bəy Xasməmmədov etc.
Nachdem Difai im Jahr 1909 Mitglied im Exekutivkomitee der sozialen Organisation von Elisawetpol wurde, ruhte ihre Tätigkeit. Nach der Februarrevolution 1917 hörte sie endgültig auf, zu existieren.